# 乔·彼得·梅
乔·彼得·梅（Jon Peter May，1939年9月16日—）是一个美国数学家，研究领域为代数拓扑与范畴论。他是抽象同伦论的先驱之一，发现了operads以及梅谱序列。
1960年，他在斯沃斯莫尔学院获得文学士学位；1964年在普林斯顿大学获得哲学博士学位。他的博士论文指导老师为约翰·穆尔，题为《限制李代数与霍普夫代数的上同调：应用于斯廷罗德代数 The cohomology of restricted Lie algebras and of Hopf algebras: Application to the Steenrod algebra》。从1964年至1967年，他在耶鲁大学教书。从1967年起进入芝加哥大学，并于1970年升为教授。

## 研究领域

### 贡献
- 梅谱序列（May spectral sequence）
- Operad theory

### 一般领域
- 代数拓扑
- 范畴论
- 同伦论